# Blue Marble

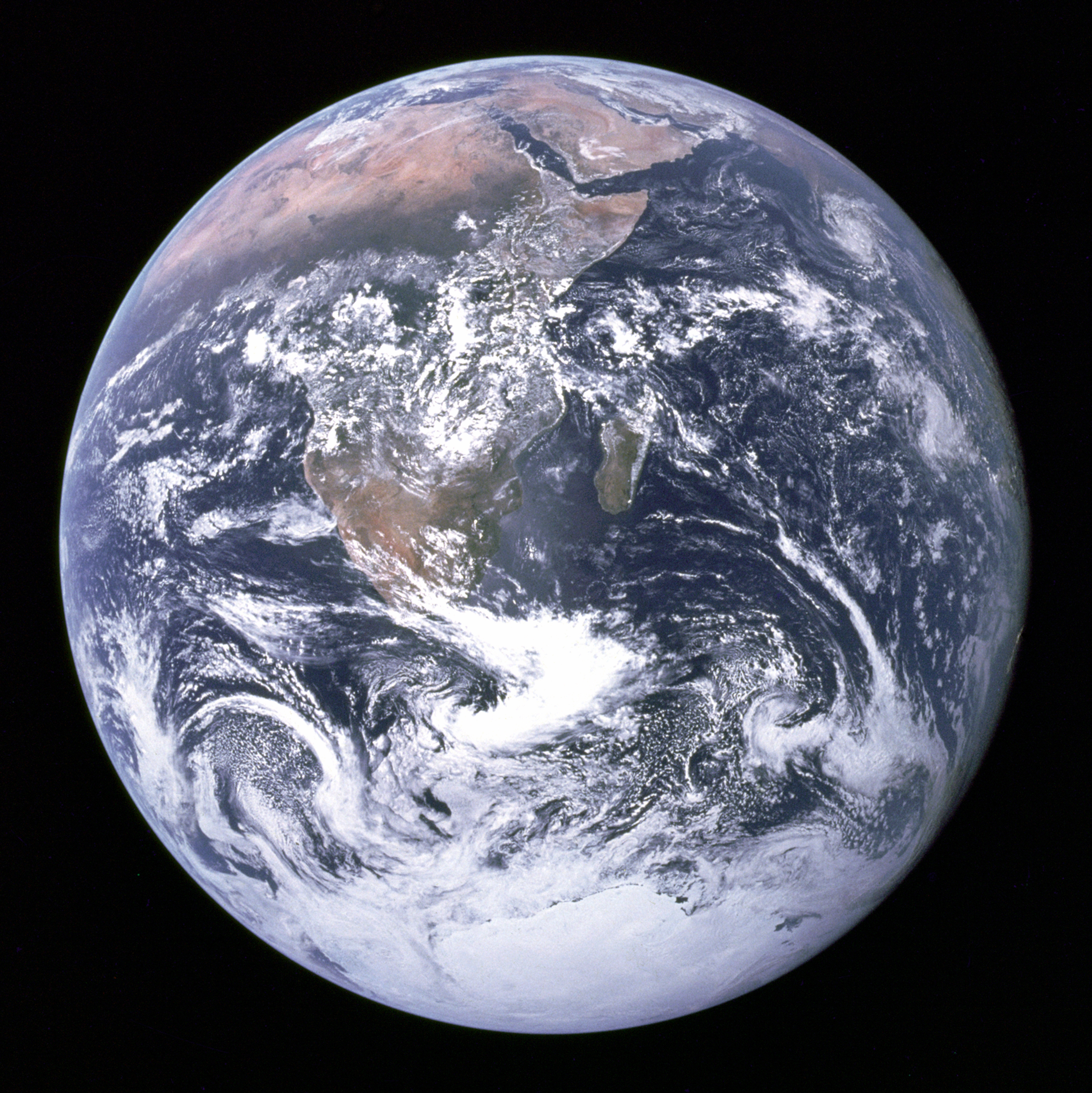
Blue Marble

Blue Marble è una famosa fotografia della Terra scattata il 7 dicembre 1972 dall'equipaggio dell'Apollo 17 (l'ultima missione del Programma Apollo) ad una distanza di circa 45000 km.
È una delle immagini più distribuite nella storia della fotografia perché è una delle poche che ritraggono la Terra completamente illuminata, in quanto al momento dello scatto il Sole era alle spalle degli osservatori: da quella distanza la Terra appariva agli astronauti come una biglia – «blue marble» è traducibile dall'inglese come "biglia blu".
Si tratta della prima foto a colori della Terra completamente illuminata.

## Storia
La fotografia fu scattata il 7 dicembre 1972 alle 10:39 UTC, cioè circa 5 ore e 6 minuti dopo il lancio e 1 ora e 48 minuti dopo che il veicolo spaziale abbandonò l'orbita terrestre per iniziare il suo viaggio in direzione della Luna. Al momento della partenza l'Africa era illuminata dalla luce del giorno e, poiché in quel periodo si avvicinava il solstizio d'inverno, anche l'Antartide era completamente illuminato.
Il nome ufficiale dell'immagine è AS17-148-22727. La NASA ufficialmente ne riconosce la paternità all'intero equipaggio di quella missione (composto da Eugene Cernan, Ronald Evans e Harrison Schmitt). Tutti, infatti, durante la missione avevano fatto fotografie con macchine fotografiche dello stesso tipo, per cui è impossibile affermare con certezza chi abbia in realtà scattato quella foto. In seguito, tuttavia, Schmitt dichiarerà di essere l'autore dello scatto. L'Apollo 17 fu l'ultima missione che portò un equipaggio umano sulla luna, per cui nessun altro essere umano da allora ha avuto la possibilità di scattare una foto che ritraesse tutta la Terra come in Blue Marble.
Quest'immagine fu la prima che ritraeva la Terra completamente illuminata. Negli anni settanta essa fu considerata dagli ambientalisti il simbolo della fragilità e vulnerabilità del nostro pianeta. Successive immagini della Terra molto simili a Blue Marble (comprese immagini composte e con una risoluzione maggiore) furono chiamate allo stesso modo ed il termine è spesso utilizzato dagli attivisti ambientalisti per sensibilizzare la popolazione ai problemi dell'ambiente.